# داتسرو (کلرادو)
داتسرو (به انگلیسی: Dotsero) یک منطقهٔ مسکونی در ایالات متحده آمریکا است که در شهرستان ایگل، کلرادو واقع شده‌است. داتسرو ۴٫۱ کیلومتر مربع مساحت و ۷۰۵ نفر جمعیت دارد و ۱٬۸۷۴٫۵۴ متر بالاتر از سطح دریا واقع شده‌است.